# Mentophilus subsulcatus
Mentophilus subsulcatus là một loài bọ cánh cứng trong họ Bọ hung (Scarabaeidae).